# Burgadelzhausen
Burgadelzhausen ist ein Gemeindeteil von Adelzhausen und eine Gemarkung im Landkreis Aichach-Friedberg im Regierungsbezirk Schwaben in Bayern.

Auf der Gemarkung liegen außer dem gleichnamigen Kirchdorf auch noch das Kirchdorf Landmannsdorf und die Einöde Weinsbach.
Die ehemalige Gemeinde Burgadelzhausen gehörte zum Landkreis Friedberg, der am 1. Juli 1972 im Zuge der Gebietsreform in Bayern in den Landkreis Aichach-Friedberg überging, der bis zum 1. Mai 1973 den Namen Landkreis Augsburg-Ost trug. Die Eingemeindung in die Gemeinde Adelzhausen erfolgte am 1. Juli 1976.
Die katholischen Filialkirchen Sankt Johannes Nepomuk in Burgadelzhausen, Sankt Sebastian in Landmannsdorf und Sankt Johannes Gualbertus in Weinsbach gehören zur Pfarrei Sankt Elisabeth in Adelzhausen.
Die Kreisstraße AIC 21 führt von Dasing über Wessiszell, Zieglbach und Weinsbach nach Burgadelzhausen, wo sie in die Kreisstraße AIC 22 mündet. Diese führt von Rinnenthal über Landmannsdorf und Burgadelzhausen zur Staatsstraße St 2338.
Bei Burgadelzhausen liegen sowohl die Viereckschanze Burgadelzhausen als auch der Burgstall Burgadelzhausen. Bei Landmannsdorf befinden sich Reste einer Ziegelei aus der Römerzeit.
Zudem stellt Burgadelzhausen eine eigene Freiwillige Feuerwehr mit den Orten Landmannsdorf und Zieglbach zusammen, die für den abwehrenden Brandschutz und die allgemeine Hilfe sorgt.

## Baudenkmäler

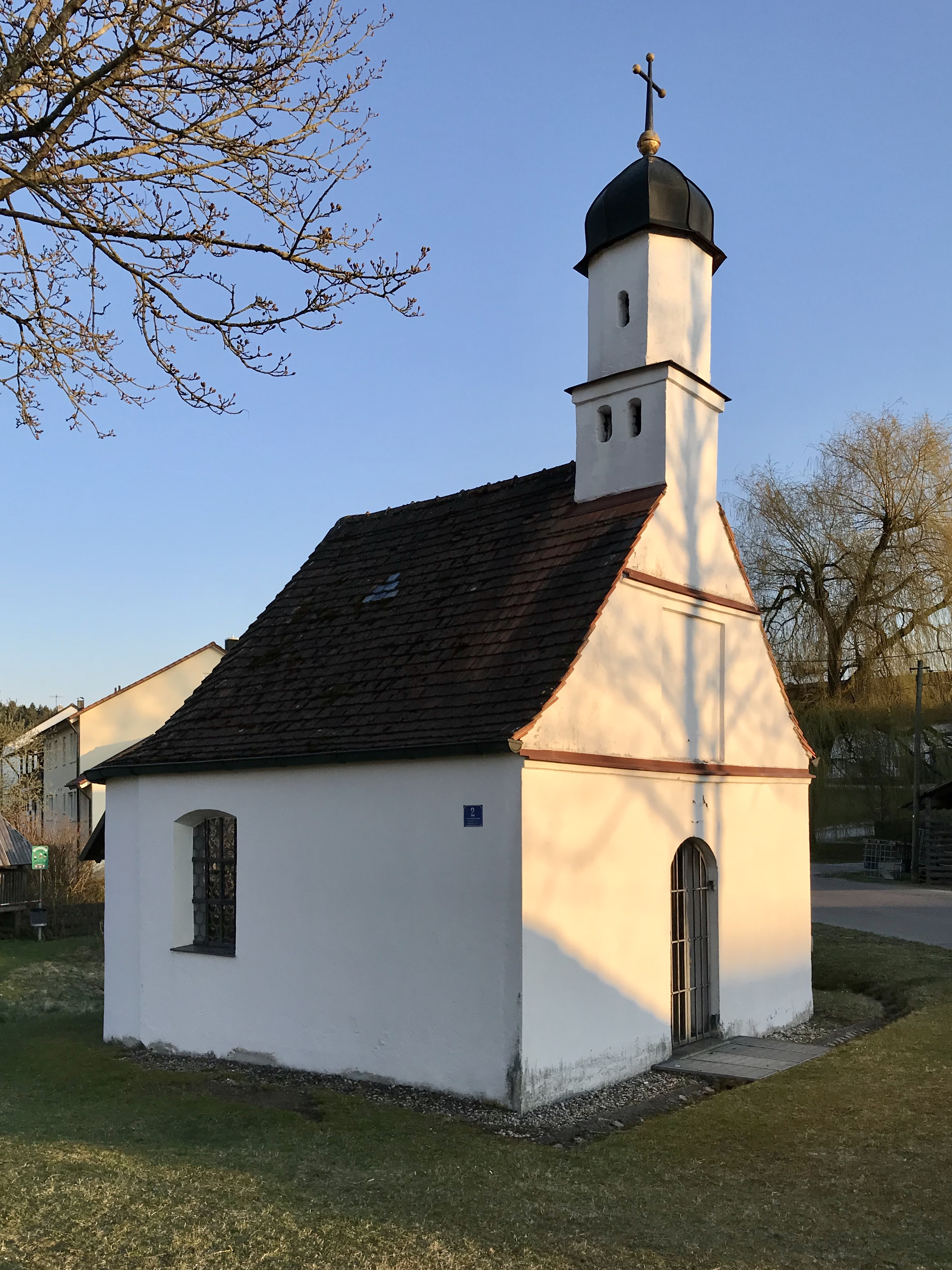
Kapelle St. Johannes von Nepomuk

Siehe: Liste der Baudenkmäler in Burgadelzhausen

## Bodendenkmäler
Siehe: Liste der Bodendenkmäler in Adelzhausen